# Thomas Scheuerle
Thomas Scheuerle (* 17. Februar 1944 in Nürnberg; † 10. Dezember 2010) war ein deutscher Kaufmann.

## Werdegang
Nach dem Abitur an einem humanistischen Gymnasium trat er 1964 in den elterlichen Betrieb Alfred Graf KG, Nürnberg, Im- und Exportgroßhandel für Lebensmittel und chemisch-technische Rohstoffe ein. 1973 übernahm er als geschäftsführender Gesellschafter die Leitung des Unternehmens.
Daneben war er ehrenamtlich in zahlreichen Verbänden der berufsständischen Vertretung tätig. Von 1987 an war er Mitglied des Vorstandes des Landesverbands des Bayerischen Groß- und Außenhandels (LGA), ab Juli 1995 dessen Präsident und nach seinem Ausscheiden aus dem Amt Ehrenpräsident. Zudem war er von 1995 an Vizepräsident des Bundesverbands des Deutschen Groß- und Außenhandels (BGA) sowie stellvertretender Vorsitzender des Bundesverbandes des Deutschen Exporthandels.
Als Vertreter der Gruppe Industrie und Handel gehörte er vom 1. Januar 1996 bis zu dessen Auflösung Ende 1999 dem Bayerischen Senat an. Am 26. Oktober 2012 wurde für den Nachlass des Thomas Scheuerle Insolvenzantrag am Amtsgericht Nürnberg gestellt. Das Insolvenzverfahren wurde am 18. Februar 2013 durch das Amtsgericht Nürnberg eröffnet.

## Ehrungen
- 1996: Bundesverdienstkreuz am Bande
- 2004: Bundesverdienstkreuz 1. Klasse